# Schiller-Gymnasium (Berlin-Lichterfelde)

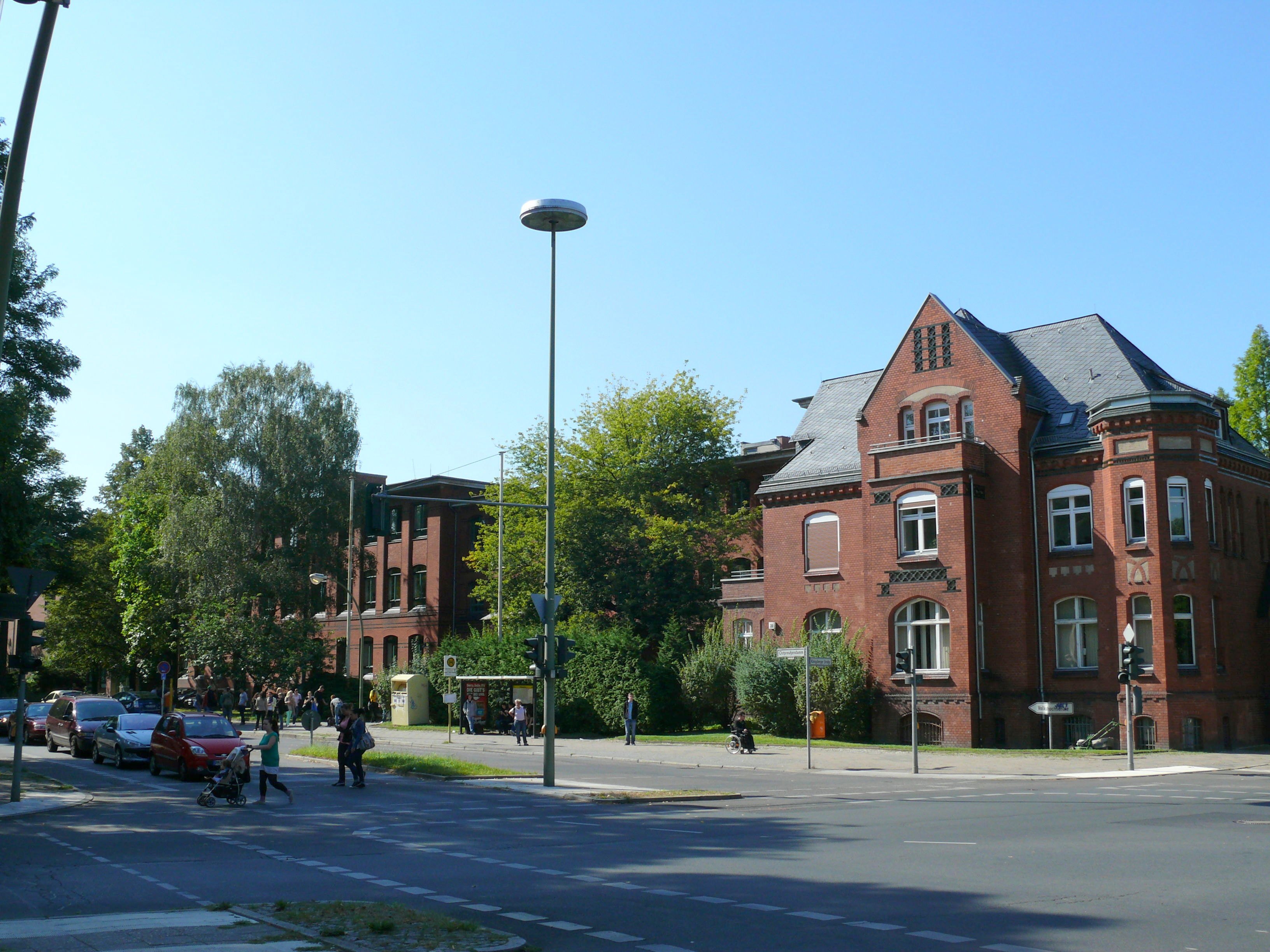
OSZ-Bürowirtschaft im Gebäude des ehemaligen Schillergymnasiums

Das Schiller-Gymnasium in Berlin-Lichterfelde an der Königsberger Straße 33 bzw. dem Ostpreußendamm 39–41 wurde im Herbst 1884 erst als Höhere Knabenschule und kurz darauf, am 20. April 1885, als Progymnasium für Jungen eröffnet und existierte bis 1943. Zusammen mit der benachbarten Feuerwehrwache (ursprünglicher Bau im Stil des Gymnasiums im Zweiten Weltkrieg zerstört) und dem Anbau des ehemaligen Rathauses Lichterfelde befindet sich das Gebäude der ehemaligen Schule unter Ensembleschutz in der Denkmalliste des Landesdenkmalamtes Berlin.
Nachdem das stattliche Gebäude am Ostpreußendamm 40 durch Luftangriffe im Zweiten Weltkrieg stark zerstört worden war, wurde es in sehr vereinfachter Form und mit Flachdach wieder aufgebaut. 1953 bezogen die Berufsschule für Bank- und Versicherungskaufleute sowie die Berufsschule für Kaufleute des Lebensmitteleinzelhandels das Gebäude, später kam noch die Staatliche Hotelfachschule hinzu. Die im Rahmen des OSZ-Programms erfolgten Umgruppierungen führten zum Einzug des OSZ Bürowirtschaft und Verwaltung. Seit 1999 befindet sich im Gebäude des ehemaligen Schiller-Gymnasiums das Oberstufenzentrum Bürowirtschaft.
Das Landesdenkmalamt führt als Architekten: 1883/84 von Herman Bohl erbaut, Erweiterungen 1891–92 von H. Glüer, 1895–96 von H. Mertens, 1904–05 von Tietzen und Pahl (auch Clemens-Brentano-Grundschule), Wiederaufbau und Erweiterung 1952–56 vom Hochbauamt Steglitz. Das Progymnasium war das erste öffentliche Gebäude der jungen Landgemeinde Groß-Lichterfelde. Ab Ostern 1893 war es ein humanistisches Vollgymnasium, mit in diesem Jahr 420 Schülern. 1896 wurde die südliche Verlängerung entlang des heutigen Ostpreußendamms fertiggestellt und 1905 kamen zwei weitere Anbauten hinzu: Turnhalle und Aula am linken Flügel sowie das Rektorenhaus an der Kreuzung. Im selben Jahr, zum hundertsten Todesjahr des Dichters Friedrich Schiller, erhielt es den Namen Schillergymnasium. Zwischen 1891 und 1894 wurden die Sitzungen des Gemeinderats in der Aula des Schillergymnasiums abgehalten, bis das Rathaus Lichterfelde auf dem Nachbargrundstück fertiggestellt war und im Zweiten Weltkrieg bis auf den Erweiterungsbau zerstört und darauf abgetragen wurde. Wie damals bei großen öffentlichen Bauten üblich, hatten das Gymnasium und das Rathaus eine gemeinsame architektonische Formensprache. Sie wurden im gotischen Stil mit roten Verblendsteinen, gegliederten Fassaden, Türmen und steilen Dächern versehen.
Am 29. September 1932 wurde im Schiller-Gymnasium ein Steinfries zu Gedenken an die im Ersten Weltkrieg gefallenen Lehrer und Schüler des Schiller-Gymnasiums eingeweiht, der sich heute im Gymnasium Steglitz in der Heesestraße in der sogenannten Ehrenhalle befindet. Entworfen und gestaltet wurde der Fries vom Bildhauer Hermann Möller. Er zeigt eine Darstellung unbekleideter Reiter, ähnlich der Reiterfiguren des Parthenonfrieses, mit der Widmung: „Sie sind nicht tot, obgleich sie starben.“ Zahlreiche Namen aus den Steintafeln des Schiller-Gymnasiums konnten bisher noch nicht eindeutig erfasst werden.